# James Craig Watson

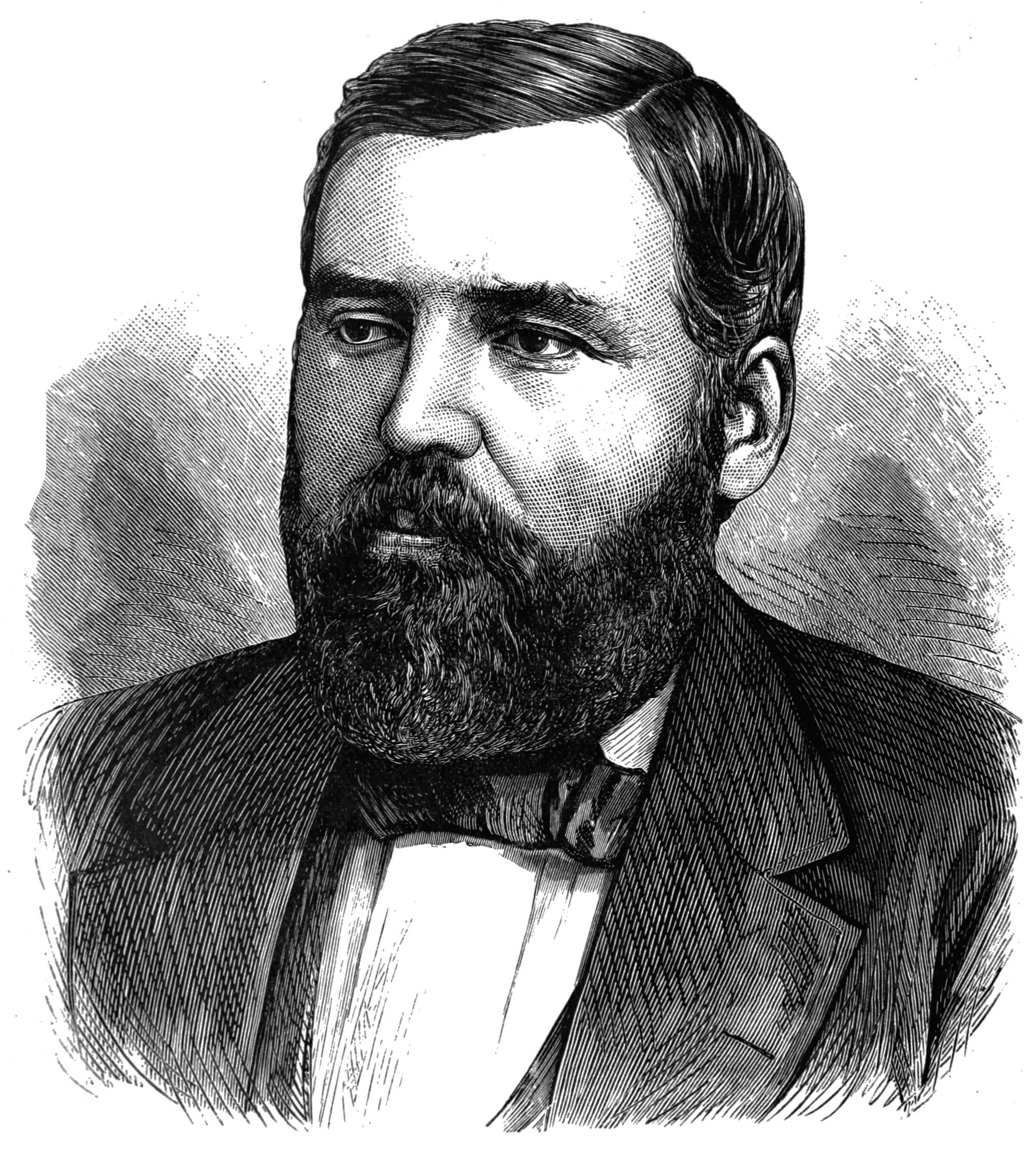
James Craig Watson

James Craig Watson (* 28. Januar 1838 in Fingal, Ontario/Kanada; † 23. November 1880 in Madison, Wisconsin) war ein US-amerikanischer Astronom.

## Leben und Wirken
| (79) Eurynome       | 14. September 1863 |
| (93) Minerva        | 24. August 1867    |
| (94) Aurora         | 6. September 1867  |
| (100) Hekate        | 11. Juli 1868      |
| (101) Helena        | 15. August 1868    |
| (103) Hera          | 7. September 1868  |
| (104) Klymene       | 13. September 1868 |
| (105) Artemis       | 16. September 1868 |
| (106) Dione         | 10. Oktober 1868   |
| (115) Thyra         | 6. August 1871     |
| (119) Althaea       | 3. April 1872      |
| (121) Hermione      | 12. Mai 1872       |
| (128) Nemesis       | 25. November 1872  |
| (132) Aethra        | 13. Juni 1873      |
| (133) Cyrene        | 16. August 1873    |
| (139) Juewa         | 10. Oktober 1874   |
| (150) Nuwa          | 18. Oktober 1875   |
| (161) Athor         | 19. April 1876     |
| (168) Sibylla       | 28. September 1876 |
| (174) Phaedra       | 2. September 1877  |
| (175) Andromache    | 1. Oktober 1877    |
| (179) Klytaemnestra | 11. November 1877  |

Watson stammt aus den Vereinigten Staaten, wurde aber während eines Aufenthalts seiner Eltern in Kanada geboren.
1857 graduierte er an der University of Michigan. Als Student hatte er sich in die himmelsmechanischen Werke von Pierre Simon Laplace vertieft, er schliff optische Linsen und konstruierte ein Teleskop. Nach dem Studium erhielt er in Michigan eine Assistentenstelle am Lehrstuhl für Astronomie. Aufgrund seiner umfangreichen Beobachtungen und Berechnungen – unter anderem entdeckte er 1856 einen Kometen und bestimmte 1858 die Bahn des Kometen Donati – wurde er bereits 1859 zum Professor für Astronomie ernannt.
Im Jahre 1863 wurde er Direktor des Detroit Observatoriums. Im selben Jahr entdeckte er den Asteroiden (79) Eurynome. In den Jahren 1867 und 1868 gelang ihm die Entdeckung von acht weiteren Asteroiden, unter ihnen die Nr. 100, der Paris eine Gedenkmünze widmete. Außer Watson zeigt sie John R. Hind und dessen zwei Nachfolger als Mehrfachentdecker: Goldschmidt (14 Entdeckungen 1852–61) und Karl Theodor Robert Luther (24 von 1852–90).
1869/70 nahm Watson an Expeditionen zur Beobachtung von Sonnenfinsternissen auf dem Mount Pleasent, Iowa, und in Carlentini, Sizilien teil. 1874 beobachtete er von Peking aus den Venusdurchgang vor der Sonne. 1878 war er Teilnehmer einer Expedition zur Beobachtung einer totalen Sonnenfinsternis von Wyoming aus, wobei er sein Augenmerk auf die Entdeckung eines Planeten innerhalb der Merkurbahn richtete. Watson war davon überzeugt, dass sowohl ein „Intramerkur“, der Planet Vulkan, als auch ein Transneptun jenseits der Bahn des Planeten Neptun existierten. Bei der Finsternis von 1878 entdeckte er zwei rötliche Objekte, die er als innere Planeten ansah. Diese Beobachtung konnte jedoch nicht bestätigt werden.
1879 folgte er einem Ruf an die University of Wisconsin, wo er den Lehrstuhl für Astronomie übernahm. In der Folgezeit widmete er sich intensiv der Suche nach dem hypothetischen Planeten Vulkan, der nach heutigem Wissen nicht existiert.
Watson entdeckte insgesamt 24 Asteroiden und veröffentlichte mehrere Werke zur Astronomie. Aufgrund seiner Leistungen wurden ihm zahlreiche Ehrungen zuteil. 1868 wurde er in die National Academy of Sciences aufgenommen. 1869 erhielt er den Lalande-Preis der französischen Akademie, wie schon vor ihm einige Asteroiden-Entdecker. Im Jahr darauf wurde er zum Ehrendoktor der Universität Leipzig ernannt. 1879 wurde er in die American Academy of Arts and Sciences gewählt. Zu Ehren seines astronomischen Wirkens ist der Asteroid (729) Watsonia nach ihm benannt, ebenso der Mondkrater Watson.